# Cantó de Sant Flor Nord
El cantó de Sant Flor Nord és un cantó francès del departament del Cantal, situat al districte de Sant Flor. Té 15 municipis i part del municipi de Sant Flor.

## Municipis
- Andelac
- Anglars de Sant Flor
- Coltines
- Coren
- Lastic
- Mentières
- Montchamp
- Rézentières
- Roffiac
- Sant Flor
- Saint-Georges
- Talizat
- Tiviers
- Vabres
- Vieillespesse

## Història
| Data d'elecció                           | Identitat        | Partit           | Qualitat |
| ---------------------------------------- | ---------------- | ---------------- | -------- |
| 1961-1967                                | M. Chaput        | MRP              |          |
| 1967-1992                                | Paul Esbrat      | UDR, després RPR |          |
| 1992-1998                                | Michel Seyt      | RPR              |          |
| 1998-                                    | Henri Barthélemy | UMP              |          |
| les dades anteriors no són pas conegudes |                  |                  |          |
|                                          |                  |                  |          |